# Xuzhou
Xuzhou (chiń. 徐州; pinyin Xúzhōu) – miasto o statusie prefektury miejskiej we wschodnich Chinach, w prowincji Jiangsu, nad Fei Huang. W 2010 roku liczba mieszkańców miasta wynosiła 1 336 626. Prefektura miejska w 1999 roku liczyła 8 775 334 mieszkańców. Ośrodek handlu, szkolnictwa wyższego, hutnictwa żelaza oraz przemysłu maszynowego, chemicznego, materiałów budowlanych, włókienniczego, odzieżowego i spożywczego. Miasto posiada własny port lotniczy. Siedziba rzymskokatolickiej diecezji Xuzhou.

## Geografia
Xuzhou leży w północno-wschodniej części prowincji Jiangsu, w niecce w południowej części Gór Szantuńskich, która stanowi południowo-zachodnie przedłużenie Niziny Chińskiej. Przez nieckę płynie rzeka Fei Huang (dawnym korytem rzeki Huang He), która łączy się następnie z rzeką Si Shui i Wielkim Kanałem, który zapewnia połączenie z Jangcy na południu.

## Historia
Nieckę w Górach Szantuńskich, w której obecnie znajduje się Xuzhou, wykorzystano po raz pierwszy w II wieku p.n.e., za rządów dynastii Han (206 p.n.e.–220 n.e.). Przeprowadzono nią wówczas kanał, łączący miasto Luoyang (prowincja Henan) z doliną w dolnym odcinku rzeki Huai He. Szlak wodny, znany jako Stary Kanał Bian, zastąpiono w 605 roku Nowym Kanałem Bian (zwanym też Kanałem Tongji), który był dłuższy od starej trasy. Xuzhou aż do XII wieku pozostawało ważnym miastem handlowym i ośrodkiem komunikacyjnym. W tym okresie dla miasta funkcjonowała także nazwa Pengcheng (彭城; Péngchéng), która wzięła się od pobliskiego powiatu utworzonego w 220 roku p.n.e., za panowania dynastii Qin (221–206 p.n.e.). W epoce Tang miasto było mocno ufortyfikowaną twierdzą, która ochraniała główną drogę dowozu zaopatrzenia, jaką był Nowy Kanał Bian, przed atakami na wpół niezależnych zarządców Szantungu i Hebei. Pełniące funkcję bazy strategicznej Xuzhou było w okresie Pięciu Dynastii (907–960) przedmiotem ostrych sporów pomiędzy dynastiami z północnego wschodu i niezależnymi państewkami z południa.
W XII wieku miasto zaczęło tracić na znaczeniu, lecz w 1196 roku rzeka Huang He zmieniła swój dotychczasowy bieg i zaczęła płynąć przez nieckę, w której leży Xuzhou. Dodatkowo w 1276 poprowadzono przez miasto Wielki Kanał, dzięki czemu miasto zaczęło odzyskiwać swoje dawne znaczenie. W okresie dynastii Qing (1644–1911) nadano Xuzhou status prefektury, jednak w ostatnich latach rządów dynastii miasto przestało pełnić ważną rolę, przede wszystkim ze względu na zmianę biegu rzeki Huang He w 1855 roku, która spowodowała, że kanał stał się bezużyteczny.
W 1912 zmieniono nazwę miasta na Tongshan (铜山; Tóngshān). W tym samym czasie połączono miasto linią kolejową z Pekinem i Nankinem. Miejscowość stała się ważnym węzłem kolejowym po doprowadzeniu do niej kolei Longhai z Lanzhou w 1916 roku. W 1934 roku oddano do użytku nowy odcinek linii kolejowej prowadzący do miasta portowego Lianyungang nad Morzem Żółtym. Przed II wojną światową miasto stało się centrum handlu dla regionu rolniczego. W 1938 roku, w czasie drugiej wojny chińsko-japońskiej (1937–45), miała tu miejsce bitwa, która zakończyła się zwycięstwem Japończyków. W 1945 roku miastu przywrócono nazwę Xuzhou. W czasie chińskiej wojny domowej, od listopada 1948 do stycznia 1949 roku, toczyły armie nacjonalistów i komunistów w rejonie Xuzhou zacięte walki, w których po każdej stronie stanęło ponad 500 tys. żołnierzy. Starcia zakończyły się zwycięstwem sił komunistycznych.
Po 1949 roku miasto rozwijało się jako regionalne centrum handlu, węzeł drogowy i kolejowy oraz ośrodek przemysłu.

## Podział administracyjny
Prefektura miejska Xuzhou podzielona jest na:
- 5 dzielnic: Yunlong, Gulou, Tongshan, Jiawang, Quanshan,
- 2 miasta: Pizhou, Xinyi,
- 3 powiaty: Suining, Pei, Feng.

## Miasta partnerskie
- Saint-Étienne, Francja
- Handa, Japonia
- Newark, Stany Zjednoczone
- Leoben, Austria
- Bochum, Niemcy
- Greater Dandenong City, Australia
- Osasco, Brazylia
- Trumbull, Stany Zjednoczone
- Kropywnycki, Ukraina
- Riazań, Rosja
- Erfurt, Niemcy
- Lanciano, Włochy